# Batalla de Accio
La batalla de Accio, o también llamada "batalla de Actium", se produjo el 2 de septiembre del año 31 a. C., entre la flota de César Octavio, comandada por Agripa, y la de Marco Antonio y su aliada Cleopatra, frente al golfo de Ambracia y el promontorio de Accio. La batalla se saldó con la victoria absoluta de Octavio y la retirada de Marco Antonio y Cleopatra.

## Antecedentes
En el año 44 a. C., el asesinato del dictador Julio César desató una sucesión casi ininterrumpida de guerras civiles en el mundo romano. Hacia el año 32 a. C. esas guerras se redujeron a un enfrentamiento entre dos poderosos aristócratas romanos y sus seguidores. El heredero de César, Cayo Julio César Octavio (conocido para los historiadores modernos como Octavio) se enfrentó al que fue mano derecha de César, Marco Antonio. Octavio, asentado en Italia, dominaba la mitad occidental del Imperio romano. Marco Antonio controlaba gran parte de la mitad oriental del Imperio con la ayuda de su aliada y esposa, Cleopatra VII, cabeza del reino helenístico de Egipto. La confrontación decisiva entre Octavio y Marco Antonio se produjo en el año 31 a. C., en la costa occidental de Grecia.
Lograr la superioridad naval resultaba esencial para ambas partes en esta campaña. Sin ella, a Octavio le resultaría imposible llevar suministros y refuerzos desde Italia o protagonizar una invasión decisiva de Egipto. Marco Antonio, por su parte, necesitaba romper las vías de comunicación de Octavio y cruzar el Adriático para invadir Italia, sin dejar de mantener sus propios lazos con Egipto y las provincias orientales.
El grueso del ejército de Marco Antonio se encontraba en Patras, en el golfo de Corinto, con guarniciones en puntos estratégicos rodeando el Peloponeso y escuadrones navales dispersados por las islas próximas. Su flota se hallaba atracada en Actium, en la entrada de la desembocadura del golfo de Ambracia (una gran bahía cerrada por un canal muy estrecho, de menos de 1500 metros de anchura).
A principios de la primavera del año 31 a. C., Octavio logró establecer su ejército en el promontorio septentrional de este canal mientras su flota, hábilmente comandada por Marco Vipsanio Agripa, derrotó a los escuadrones de Marco Antonio en las islas y cortó gradualmente las rutas de suministro hacia Actium. M. Antonio y Cleopatra desplazaron su ejército al promontorio meridional en un intento de obligar a Octavio a entrar en una batalla decisiva mientras su flota permanecía en Actium. Aquí, las condiciones insalubres y pantanosas, la falta de suministros y la moral menguante favorecieron la falta de entusiasmo entre sus comandantes y las deserciones en masa por parte de los remeros de los barcos de guerra.
A mediados del verano, la situación era desesperada. El almirante principal de Antonio, Cayo Sosio, intentó escapar por mar mientras Antonio dejaba a la mitad de su ejército tierra adentro, esperando ahuyentar a Octavio de la zona en disputa; probablemente, tenía la intención de unirse a Sosio en la costa oriental de Grecia. Sosio derrotó al escuadrón de naves que bloqueaban la entrada al golfo, pero Agripa condujo allí al resto de la flota y obligó a Sosio a retroceder.
Las noticias de esta derrota llevaron a Antonio a regresar a su campamento, donde se desató un debate en torno a la cuestión de si se abandonaba la flota y se dirigían al norte, a Macedonia, donde todavía se encontrarían aliados, o se guarnecía el mayor número posible de barcos de guerra con los mejores soldados y se intentaba otro ataque por mar. Si esta última opción salía bien, Antonio podría poner rumbo a Egipto y, tal vez, reunir otro ejército. Antonio no era un comandante naval experimentado, pero los argumentos a favor de una batalla naval, defendidos también por Cleopatra, eran sólidos. Aunque consiguiera alejarse con el ejército íntegro, abandonando la flota también se separaba de las legiones que todavía le eran leales en Siria y Cirenaica.

## Preparativos para la batalla
El 3 de septiembre, Antonio quemó los barcos sobrantes, en su mayoría de transporte de tropas, para impedir que Octavio los utilizase. A continuación embarcó a sus mejores soldados en los barcos de guerra restantes. Resulta imposible establecer la fuerza exacta de cada flota, pero la de Antonio era muy inferior en número. Octavio contaba con más de 400 barcos, mientras que la flota efectiva de Antonio privada de barcos amarrados en la costa y las islas y reducida todavía más por las enfermedades y la deserción, se situaba en torno a las 230 embarcaciones.
Los barcos de guerra antiguos que se desplazaban gracias a la acción de remeros sentados hasta tres niveles. Las clasificaciones aplicadas a estos barcos varían de dos a dieciséis, y no se refieren al número de hombres que accionaban cada remo, sino al número total de remeros de cada grupo vertical. De ahí que un «cinco» tuviese remos en sólo tres niveles, pero en los dos niveles superiores los remos fuesen accionados por dos hombres mientras que el nivel más bajo contaba con un hombre por cada remo.
Los barcos de la flota de Octavio abarcaban desde trirremes (clasificados como «tres»), con aproximadamente 200 soldados y remeros, hasta «sextos», que podrían llevar más de 500 hombres. Estaban equipados con espolones en la proa, aunque la principal táctica consistía en acercarse a la embarcación enemiga y atacarla con armas arrojadizas, incluidas pequeñas catapultas, para después luchar cuerpo a cuerpo e intentar subir a bordo.
Antonio disponía de embarcaciones similares, más algunas naves más grandes, auténticas fortalezas flotantes con torres para arqueros en la proa y la popa y con cientos de soldados en sus espaciosas cubiertas. Eran barcos con velas, una práctica nada habitual en las batallas marítimas antiguas. El plan de Antonio consistía en hacerse a la mar y, en cuanto sus barcos tuviesen viento favorable, poner rumbo al sur, rodeando el Peloponeso, hasta Egipto. Además de los barcos de guerra, Antonio disponía de numerosas embarcaciones comerciales, que apenas transportaban tropas y carecían de espolones o catapultas, pero que transportaban los cofres con tesoros de los botines de guerra de Antonio y Cleopatra. Resultaba vital que estos barcos se alejasen. El escuadrón de barcos de guerra asignados para escoltarlos incluía el propio buque insignia de Cleopatra.

## La batalla
El objetivo de Octavio consistía en bloquear la salida del golfo de Ambracia con una doble fila de barcos de guerra. Marco Agripa comandaba el flanco izquierdo de su flota, Lucio Arruncio el centro y el propio Octavio iba en el flanco derecho con una pequeña embarcación liburna. Con el fin de aumentar las posibilidades de atravesar las líneas enemigas, Antonio ordenó a los barcos del flanco derecho y del izquierdo, al mando de Lucio Gelio Publicola y Cayo Sosio, respectivamente, que intentasen alejarse del centro, obligando al enemigo a moverse con ellos y alejándose así del centro de sus propias líneas. De este modo, se produjo un hueco a través del cual pudo pasar el escuadrón de Cleopatra con los barcos mercantes aprovisionados.
En el flanco izquierdo de la flota de Octavio, los barcos de Agripa derrotaron a Publicola y pusieron rumbo a Antonio y al tercer escuadrón. El propio buque insignia de Antonio quedó atrapado con otros barcos en la lucha que se desató en el flanco derecho, de manera que tuvo que pasar a otro barco más pequeño y seguir al escuadrón de Cleopatra. Le persiguieron algunas de las embarcaciones más ligeras y rápidas de Octavio. Cuando le dieron alcance, Antonio ya había pasado al buque insignia de Cleopatra y los perseguidores tuvieron que alejarse. Consiguió salvar aproximadamente 70 barcos de guerra.

## Después de la batalla
Octavio erigió en su campamento un enorme monumento a la victoria adornado con espolones de barcos enemigos capturados. Además, en aquel mismo lugar fundó una ciudad que bautizó con el nombre de Nikópolis (ciudad de la victoria).
Poetas contemporáneos como Virgilio y Horacio señalaron la batalla de Actium como el principio de una edad dorada para Roma. No fue tanto la derrota naval como el abandono de su ejército lo que representó el final para Antonio y Cleopatra y para sus posibilidades de derrotar a Octavio. Aunque el ejército comenzó una retirada hacia el norte, desde Actium en dirección a Macedonia, bajo el mando de Publio Canidio Craso, tan pronto como las fuerzas de Octavio dieron con él, las legiones veteranas negociaron un cambio de bando. Su sentido de la lealtad hacia Antonio no era lo suficientemente intenso como para hacerles ignorar la catastrófica realidad de la situación.
Octavio persiguió a la pareja de destino funesto hasta Alejandría. Antonio y Cleopatra prefirieron suicidarse antes que someterse al nuevo gobernante del mundo romano. Octavio regresó a Roma, se hizo llamar César Augusto e inauguró el Imperio romano que se prolongaría por cerca de 500 años.

## La controversia
Existen diferencias entre los eruditos a la hora de valorar el enfrentamiento. Por un lado hay quien postula que Marco Antonio buscaba una retirada completa, pues sus naves llevaban un velamen demasiado grande, del que no se hubiese hecho uso si se preparase una batalla naval. Otros sugieren que lo que se buscaba era un enfrentamiento con una parte del ejército que encubriese honrosamente lo que en realidad era una huida. Otro motivo de conflicto es la participación de Cleopatra en esta decisión. Tampoco son fiables las cifras que se dan para el número de naves en cada bando; según Plutarco, antes de la confrontación Antonio contaba con 600 naves, de las que Augusto capturó 300, cifrándose en unas 5000 las bajas humanas. Según otros autores, ambas fuerzas tenían un tamaño similar de 200 naves.

## En las artes y la cultura popular

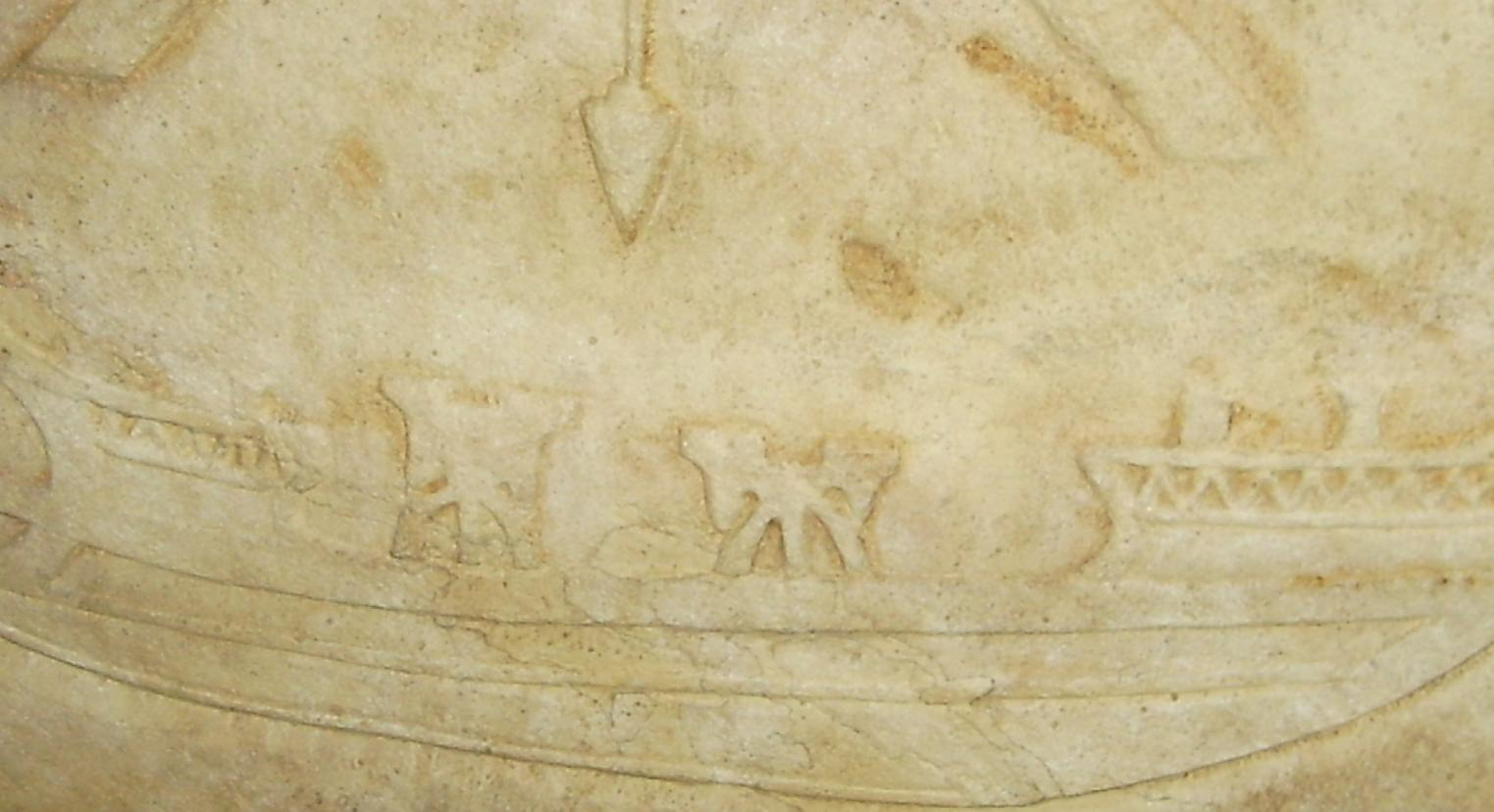
Detalle de una réplica de la Columna de Trajano mostrando balistas en una nave romana.

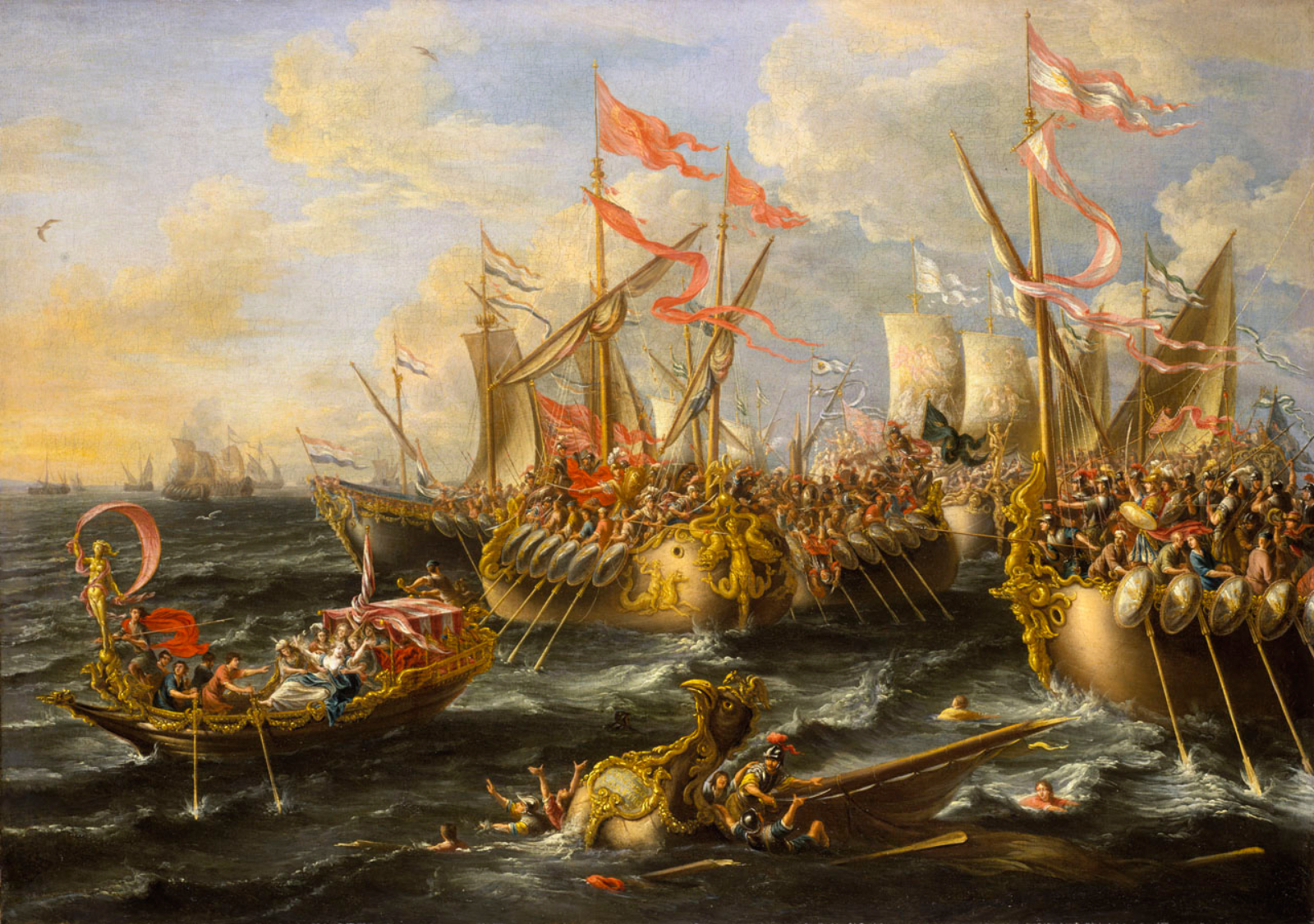
La batalla de Accio, pintada por Lorenzo A. Castro. National Maritime Museum.

El poeta Virgilio describe así la batalla en la Eneida:

La reina en el centro convoca a sus tropas con el patrio sistro,
y aún no ve a su espalda las dos serpientes.
Y monstruosos dioses multiformes y el ladrador Anubis
empuñan sus dardos contra Neptuno y Venus
y contra Minerva. En medio del fragor Marte se enfurece
en hierro cincelado, y las tristes Furias desde el cielo,
y avanza la Discordia gozosa con el manto desgarrado
acompañada de Belona con su flagelo de sangre.
Virgilio

William Shakespeare también narra la batalla de Accio en su tragedia Marco Antonio y Cleopatra. El autor inglés destaca el honor de los combatientes y narra los antecedentes incluso desde su obra anterior Julio César, donde se cuenta el inicio del triunvirato entre Octavio, Antonio y Lépido, quien cae en desgracia y es encarcelado antes del enfrentamiento naval de los otros dos triunviros.